# Cinclidotus acutifolius
Cinclidotus acutifolius är en bladmossart som beskrevs av Brotherus 1899. Cinclidotus acutifolius ingår i släktet Cinclidotus och familjen Cinclidotaceae. Inga underarter finns listade i Catalogue of Life.